# مادس لارسن
مادس لارسن (بالدنماركية: Mads Larsen)‏ هو لاعب كرة قدم دنماركي في مركز الوسط، ولد في 20 سبتمبر 2001 في الدنمارك في مملكة الدنمارك. لعب مع نادي إيسبيرغ.